# Geoffroy de Charnay
Geoffroy de Charnay, též Geoffroy de Charney (kolem 1251 – 18. března 1314) byl člen templářského řádu, který byl v roce 1314 spolu s velmistrem Jacquesem de Molay odsouzen k trestu smrti upálením.

## Životopis
Geoffroy de Charnay byl přijat mezi templáře asi v 18 letech. V roce 1283 se stal preceptorem ve Fresnes, 1294 ve Villemoisson, 1295 ve Fretay a později byl velkopreceptorem v Normandii. Preceptor v tomto případě neznamenal učitele, ale funkci komtura nebo převora.
Když v roce 1307 proběhlo zatčení templářů, byl Geoffroy de Charney mezi uvězněnými. Francouzský král Filip IV. Sličný a papež Klement V. templáře obvinili v následném procesu z kacířství a sodomie. Geoffroy de Charney a Jacques de Molay byli mučeni a potvrdili, že obvinění proti řádu jsou pravdivá. Na základě těchto přiznání byli odsouzeni k doživotnímu věznění. De Charney a de Molay však později své výpovědi odvolali s tím, že obvinění jsou falešná, přiznání vynucená mučením a řád že je nevinný. Oba byli prohlášeni za kacíře a odsouzeni k trestu smrti.
Večer 18. března 1314 byli Geoffroy de Charnay a Jacques de Molay upáleni na Židovském ostrově v Paříži , který dnes tvoří součást ostrova Cité.